# جما فای
جما فای (انگلیسی: Gemma Fay؛ زادهٔ ۹ دسامبر ۱۹۸۱) بازیکن فوتبال اهل بریتانیا است.
از باشگاه‌هایی که در آن بازی کرده‌است می‌توان به باشگاه فوتبال هیبرنین و باشگاه فوتبال سلتیک اشاره کرد.
وی همچنین در تیم ملی فوتبال زنان اسکاتلند بازی کرده‌است.